# Raión de Novojopiorsk
El raión de Novojopiorsk (ruso: Новохопёрский райо́н) es un distrito administrativo y municipal (raión) ruso perteneciente a la óblast de Vorónezh. Se ubica en el este de la óblast. Su capital es Novojopiorsk.
En 2021, el raión tenía una población de 36 148 habitantes.
El raión es limítrofe al sureste con la óblast de Volgogrado.

## Subdivisiones
Comprende 67 localidades, de las cuales tres son urbanas y 64 son rurales. Como consecuencia de una fusión de ayuntamientos que tuvo lugar en 2011, el raión se divide actualmente en dos ayuntamientos urbanos (el de la ciudad de Novojopiorsk, que es la capital, y el asentamiento de tipo urbano de Yelán-Kolénovski) y los siguientes nueve asentamientos rurales:
- Yelán-Koleno
- Krásnoye
- Mijáilovski
- Novopokrovski
- Pyjovka
- Ternovski
- Tróitskoye
- Tsentral
- Yarki